# Idiot (film 1958)
Idiot (Идиот) è un film del 1958 diretto da Ivan Aleksandrovič Pyr'ev.

## Produzione
Nel 1943, durante l'evacuazione di Almaty, Ivan Pyr'ev espresse a Sergej Ėjzenštejn il suo desiderio di realizzare un film basato sul romanzo L'idiota di Fëdor Dostoevskij. La sceneggiatura del film fu scritta da Pyryev poco dopo, tra il 1947 e il 1948, pur essendo il regista consapevole che a quel tempo non aveva praticamente alcuna possibilità di realizzare il suo progetto, per via della censura. Nel suo adattamento, il regista ha omesso un gran numero di scene e dialoghi, scegliendo di dare maggiore risalto alla figura di Nastas'ja Filippovna.
Fu poi nel 1955 che Pyryev tornò all'idea di mettere in scena L'idiota. All'epoca, il regista era anche direttore di Mosfil'm e presentò una proposta formale al Ministero della Cultura dell'URSS. Nei piani di Pyryev, il film avrebbe dovuto consistere di due parti: una sulla figura di Nastas'ja e una seconda sulla figura di Aglaja; tuttavia, il secondo episodio non fu mai girato.

## Distribuzione
Il 1º aprile 1958 il film fu presentato ai membri del consiglio artistico dello studio cinematografico Mosfil'm. Il 12 maggio dello stesso anno venne mandato in onda il film sulla televisione di stato.